# Hoda Lattaf

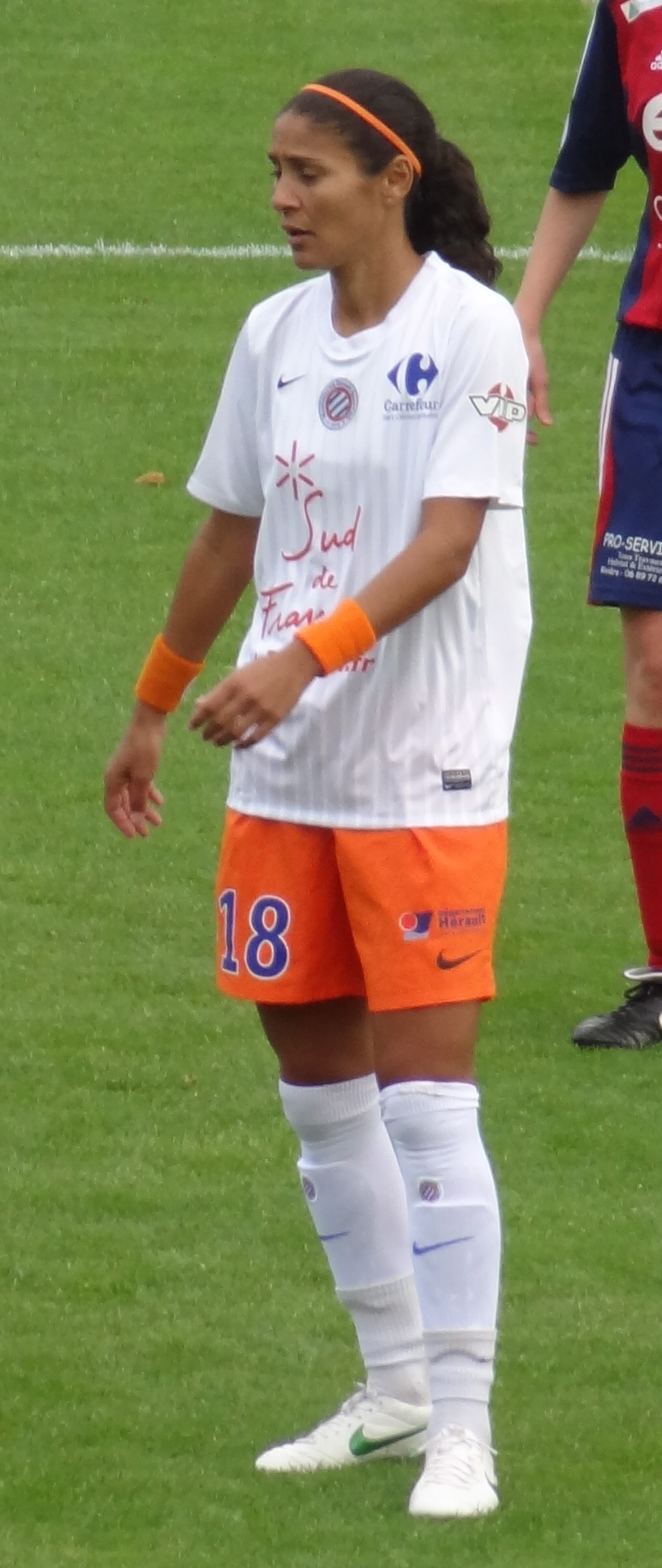
Hoda Lattaf

Hoda Lattaf (* 31. August 1978 in Bordeaux) ist eine ehemalige französische Fußballspielerin mit marokkanischen Wurzeln.

## Vereinskarriere
Die Angreiferin spielte als Jugendliche beim SC La Bastidienne Bordeaux und danach bis 1997 bei FC Gujan-Mestras in ihrer Geburtsregion; während dieser Zeit wurde Hoda Lattaf zeitweise im INF Clairefontaine ausgebildet. Dann wechselte sie, immer noch als Amateurin, zum FC Lyon, wo sie 1998 ihren ersten französischen Meistertitel gewann und auch zur Nationalspielerin wurde, sowie unmittelbar anschließend zu ESOF La Roche. Von 2001 bis 2006 stand sie dann wieder für eine südfranzösische Frauschaft auf dem Rasen: mit HSC Montpellier gewann sie weitere Titel nahezu in Serie (Meisterschaften 2004 und 2005, Pokalsieg 2006).
2006 wechselte sie zu Olympique Lyon, wurde dort ebenfalls zweimal Landesmeisterin und fügte 2008 auch einen weiteren Gewinn des Landespokals zu ihrer beeindruckenden Liste an  Erfolgen hinzu. Im Lauf der Saison 2008/09 hatte Hoda Lattaf ihre Spielerkarriere eigentlich bereits beendet, absolvierte bei Olympique eine Ausbildung im Vereinsmanagement und machte parallel dazu ihren Trainerschein. Dann aber folgte sie dem Ruf ihres langjährigen Klubs aus Montpellier und spielte dort seit Anfang 2009 wieder regelmäßig in der Erstligafrauschaft des MHSC, inzwischen überwiegend im Mittelfeld – wobei sie 2009 erneut den Vereinspokal gewann und 2010 wie 2011 jeweils das Finale dieses Wettbewerbs erreichte.
Die nach Eheschließung Hoda Laalami heißende Fußballerin war auch in der Saison 2013/14 noch beim MHSC aktiv, ehe sie kurz vor ihrem 36. Geburtstag ihre Karriere beendete.
Lattaf war eine der torgefährlichsten Angreiferinnen in der Ligageschichte; sie beendete zwischen 2001/02 und 2006/07 fünfmal eine Saison mit der zweithöchsten Trefferzahl – die Krone als beste Torjägerin blieb ihr aber verwehrt.

## Nationalelf
Zwischen November 1997 und Juni 2007 fehlte Hoda Lattaf in nahezu keinem A-Länderspiel der Französinnen. Als sie während ihrer Lyoner Zeit auch bei Les Bleues die Fußballschuhe an den Nagel hängte, hatte sie es auf 111 internationale Begegnungen gebracht, in denen ihr 27 Treffer gelungen waren. Darunter fiel auch die Teilnahme an zwei Europa- (2001, 2005) und einer Weltmeisterschafts-Endrunde (2003).
Angesichts ihrer im Verein weiterhin gezeigten Leistungen überraschte es kaum, dass Nationaltrainer Bruno Bini die 32-jährige Hoda Lattaf 2011 in seinen vorläufigen Kader für die WM in Deutschland berief; allerdings übernahm er sie dann nicht in das endgültigen Aufgebot.

## Erfolge
- Französische Meisterin: 1998, 2004, 2005, 2007, 2008
- Französische Pokalsiegerin: 2006, 2008, 2009
- WM-Teilnehmerin 2003
- EM-Teilnehmerin 2001, 2005